# (13652) Elowitz
(13652) Elowitz est un astéroïde de la ceinture principale.

## Description
(13652) Elowitz est un astéroïde de la ceinture principale. Il fut découvert le 31 janvier 1997 à Kitt Peak par le projet Spacewatch. Il présente une orbite caractérisée par un demi-grand axe de 2,22 UA, une excentricité de 0,19 et une inclinaison de 6,0° par rapport à l'écliptique.

## Compléments